# الکس لامونتانیا
الکس لامونتانیا (انگلیسی: Alex Lamontagne؛ زادهٔ ۲۷ ژوئیهٔ ۱۹۹۶) بازیکن فوتبال اهل کانادا است.
وی همچنین در تیم‌های ملی فوتبال Canada women's national under-20 soccer team و زنان کانادا بازی کرده‌است.